# Ekiatapskij chriebiet
Ekiatapskij chriebiet (ros. Экиатапский хребет) – pasmo górskie w azjatyckiej części Rosji, w Czukockim Okręgu Autonomicznym; w północnej części Gór Czukockich. Ciągnie się na wybrzeżu Morza Czukockiego na długości około 240 km. Od południowego wschodu ogranicza go dolina rzeki Amguena, a od północnego zachodu dolina rzeki Niegtymiel. Od południowego zachodu graniczy z kilkoma pasmami Gór Czukockich. Są to m.in. pasma: Pegtymelskij chriebiet, Czantalskij chriebiet i Ekitykskij chriebiet,
Najwyższe szczyty to Dalnaja (1522 m) i Dwugorbaja (1494 m).
Pasmo zbudowane jest z piaskowców i łupków.